# Sisu (isbrytare, 1975)
Sisu är en finländsk isbrytare som tjänstgjort sedan 1976. Fartyget har ett finländskt systerfartyg (Urho), samt tre svenska (Atle, Frej och Ymer).